# Cindrel (hora)
Cindrel (2245 m n. m.) je hora v pohoří Cindrel v jihozápadním Rumunsku. Nachází se na území župy Sibiu asi 13 km jihozápadně od osady Păltiniș a 35 km jihozápadně od města Sibiu. Plochý vrchol je místem dalekého rozhledu. Na severní straně se v ledovcových karech nacházejí 2 jezera. Cindrel je nejvyšší horou celého pohoří.
Na vrchol lze vystoupit po značených turistických cestách z několika směrů, například po hřebenové trase či ze sedla Șaua Șteflești (1720 m n. m.).